# Jindřich Wankel
Jindřich Wankel (15. července 1821 Praha-Malá Strana – 5. dubna 1897 Olomouc) byl lékař, archeolog a speleolog. Otec Damián Wankel pocházející z bavorského zemanského rodu, působil v Praze jako zemský rada, matka Magdalena Schwarzová byla Češka.

## Život

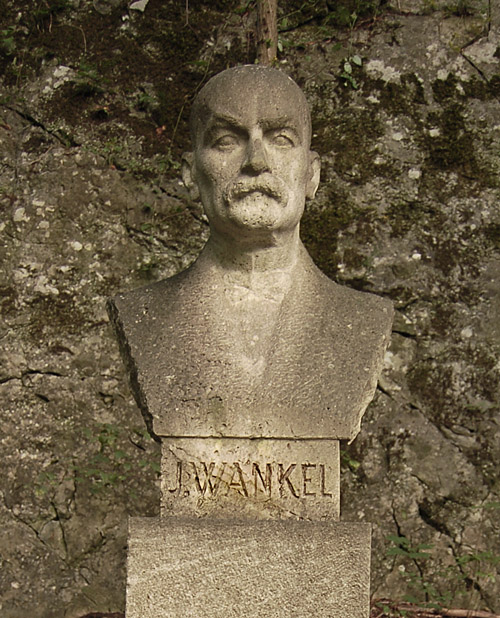
Busta Jindřicha Wankela u Punkevních jeskyní

Jindřich Wankel byl významnou osobností moravské archeologie 2. poloviny 19. století. Studoval v Praze, kde při povstání v roce 1848 např. ošetřoval raněné na barikádách, v témže roce promoval ve Vídni. Začínal jako asistent profesora Josefa Hyrtla na vídeňské univerzitě, od 1849 však působil jako lékař v Blansku.
Byl jedním z prvních členů Deutsche Gesellschaft für Anthropologie, Ethnologie und Urgeschichte, založené roku 1870 v Mohuči Rudolfem Virchowem a členem vídeňské anthropologické společnosti. Měl úzké kontakty s vědeckým světem své doby v oblasti zoologie, paleontologie a antropologie. Dán Japetus Steenstrup jej v roce 1888 označil za „Otce prehistorie rakouské“.
V počátcích své badatelské činnosti se Wankel soustředil na tzv. „slepou jeskynní zvířenu“ a objevil řadu nových organismů.
Přátelil se s Karlem Kořistkou, profesorem geodézie na vysoké škole technické v Praze. K jeho přátelům ale patřil např. i malíř Josef Mánes nebo spisovatel Ferdinand von Saar.
V 50. a 60. letech 19. století letech zmapoval řadu jeskyní Moravského krasu (Býčí skála, Pekárna aj.). V roce 1856 provedl také průzkum propasti Macocha. Světovou proslulost získal objevem velkého pohřebiště v Býčí skále včetně vybavené dílny na zpracování kovů, známého jako halštatský pohřeb, když z podzemí vynesl přes 40 koster mladých žen, šperky, kostry dvou koní, zbytky látek, kusů železa a velké množství obilí. Svými výzkumy položil základy moravské paleontologie a zachránil mnoho cenných nálezů. V té době byly totiž jeskyně systematicky vylupovány a diluviální kosti se využívaly v cukrovarech. Wankel jeskynní nálezy zachraňoval jak vlastní výzkumnou činností, tak i skupováním. Vymyslel vlastní preparační metody a sestavoval kostry diluviálních zvířat. V roce 1850 v Blansku k tomuto účelu založil 1. kenozoické laboratorium na světě, v němž sestavil první kostru jeskynního medvěda. Kostry sestavoval i pro velká zahraniční muzea, např. Mnichov nebo Bern.
V roce 1884 vedl Jindřich Wankel výzkum archeologického naleziště Mohylník v lese Obora v k.ú. Kotojedy.
Výsledky svých badatelských aktivit prezentoval na četných světových archeologických sjezdech. Byl také autorem knihy Obrazy z Moravského Švýcarska a jeho minulosti. Jeho vnuky byli speleolog a archeolog prof. Dr. Karel Absolon a také brněnský lékař MUDr. Jaroslav Bakeš.
Je pochován na Ústředním hřbitově v Olomouci-Neředíně, ve společném hrobě se svým zetěm Janem Havelkou a Ignátem Wurmem.

## Památka
Po Jindřichu Wankelovi je pojmenováno náměstí v Blansku a ulice v Brně, v Jedovnicích a v Olomouci. U Punkevních jeskyní má bustu.